# Юхоть
Ю́хоть — река в европейской части Российской Федерации, протекает по Ярославской области, правый приток Волги (Рыбинское водохранилище).
Длина — 75 км, площадь водосборного бассейна — 1700 км². Крупные притоки — Молокша, Улейма (левые); Койка (правый).
При слиянии Юхоти и Улеймы находится старинное село Городище, в окрестностях которого найдены остатки древних поселений. От впадения Улеймы до устья по левому берегу реки расположен зоологический заказник «Верхне-Волжский». Река популярна у рыбаков и туристов, низовья Юхоти — излюбленное место любителей отдыха на природе.

## География

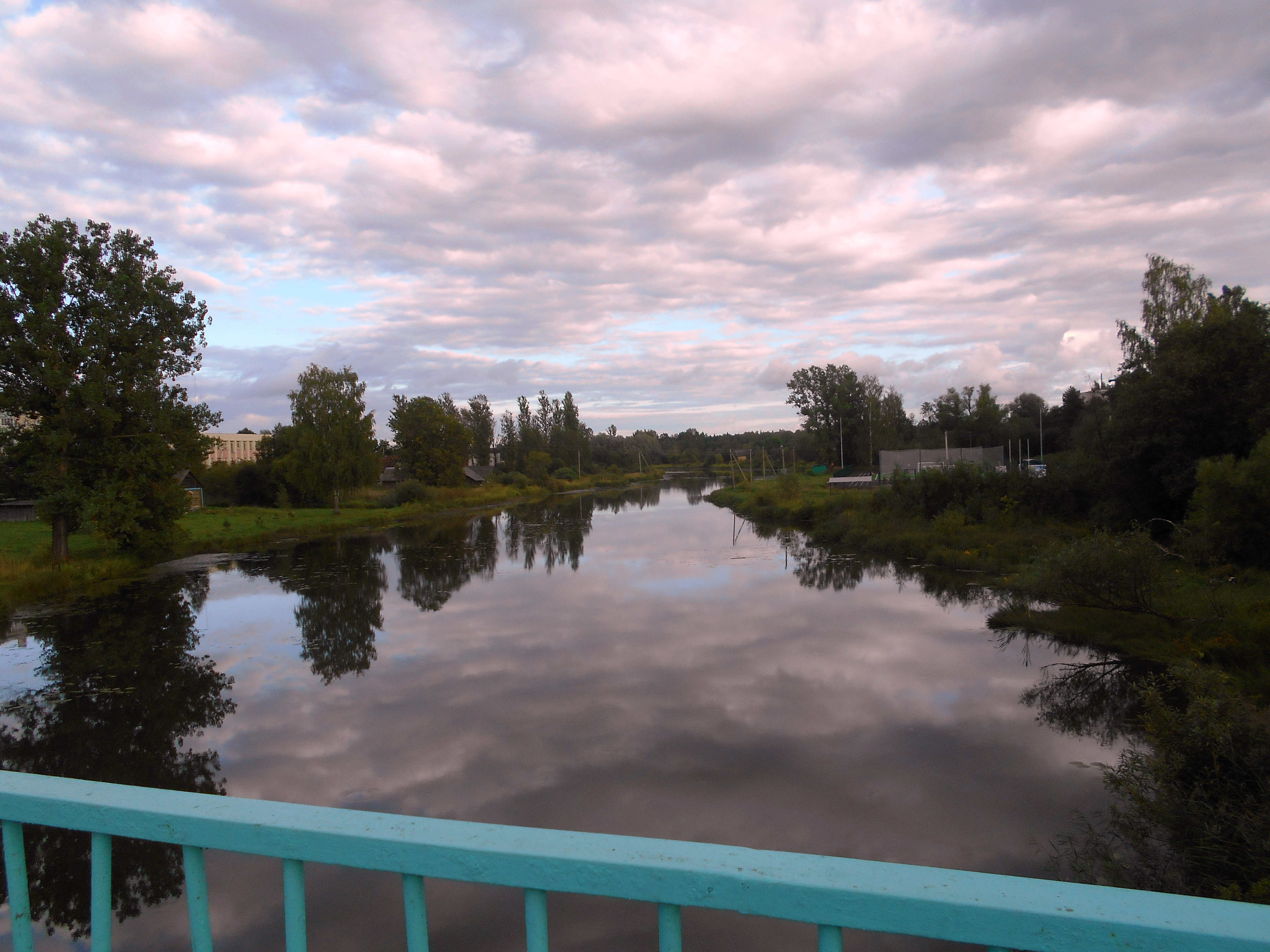
Юхоть в селе Большое Село

В Ярославской области Волга в своём течении делает крупную излучину, меняя северное направления течения на южное. Бассейн Юхоти занимает существенную часть внутри этой излучины, располагаясь между Волгой на западе и Волгой же на востоке.
Юхоть вытекает из болот на юго-востоке Большесельского района возле деревни Доронино. В верхнем течении — узкая, извилистая речка, текущая в основном на север по местности лесистой и малонаселённой. Примерно на полпути она поворачивает на запад, местность становится более обжитой. После впадения Молокши возле Большого Села река расширяется до 20-30 метров. Глубина реки небольшая, от 0,1 до 5 метров. Берега реки живописны, хотя и довольно плотно населены, через реку перекинуто большое количество подвесных мостков. В нижнем течении, после впадения Улеймы начинает ощущаться подпор Рыбинского водохранилища, течение полностью исчезает, ширина увеличивается до 200—300 метров. С этого места Юхоть становится судоходной. Юхоть впадает в Волгу напротив города Мышкин. По более строгой терминологии Волга на этом участке считается Рыбинским водохранилищем, а нижнее течение Юхоти соответственно является его заливом.
Крупнейший населённый пункт на реке — посёлок Большое Село, центр Большесельского района. Бассейн Юхоти и её притоков являются основой территории этого района. Бассейн наиболее крупного притока Юхоти Улеймы основа правобережной (на правом берегу Волги) части Угличского района. Нижнее течение Юхоти относится к Охотинскому сельскому поселению Мышкинского района.

## Список рек бассейна Юхоти
Систематический перечень рек бассейна. Формирование перечня проходило по принципу: река — приток реки — приток притока и так далее. Порядок притоков отсчитывается от истока к устью. Включены все притоки, именованные на топокартах масштаба 1: 100000.

→ Левый приток

← Правый приток
- → Вожа
- →Хоравка
- →Козинка
- ←Чернятка
- ←Курбица
- → Молокша
  - ←Жуковка
- → Сдериха
- ←Терловка
- ←Кершевка
- → Свинцовка
  - → Усов
  - ←Хмелевка
- ←Онучино
- → Левонька
- ← Койка
  - → Любка
  - → Малая Койка
- → Улейма
  - ←Челна
  - → Крива
  - → Вержехоть
  - ←Коташ
  - → Улепыш
  - ← Воржехоть
    - ← Чернавка (приток Воржехоти)
    - ← Каменка (приток Воржехоти)
    - → Чечора (приток Воржехоти)

  - ←Сабелька
  - ←Ветруша
  - ←Кисьма
    - → Черноха
      - → Ховерка

    - ←Льзевка

## Малые притоки бассейна Юхоти

### Хоравка
Малая река в Большесельском районе, левый приток Юхоти. Длина реки около 7 км. Исток находится в заболоченном лесу в 1 км к западу от деревни Подольское, В верхнем течении около 2 км следует на север, оставляя справа на небольшом удалении деревню Борщевка, затем протекает между стоящими супротивно деревнями, на левом берегу Филипцево, а на правом Дягилевка. После этого река поворачивает на восток и течёт на удалении 1-2 км к югу от реки Козинка. Река протекает между деревнями Данильцево, на левом северном берегу, и Овсецовка на южном. Впадает в Юхоть в лесной местности, примерно в 1,5 км ниже Климатино, и в 1,5 км выше устья реки Козинка. Уровень воды в устье 129,5 м.

### Козинка
Малая река в Большесельском районе, левый приток Юхоти. Длина реки около 4 км. Исток находится в 1 км к северу от деревни Байково, течёт в основном на восток. Единственный населённый пункт деревня Лихинино, стоящая на левом берегу, примерно в 1 км от устья.

### Чернятка
Малая река в Большесельском районе, правый приток Юхоти. Длина реки около 5 км. Исток находится в 1,5—2 км к востоку от деревни Филиппово, течёт в основном на юго-запад. Минуя Филиппово по правому берегу, протекает мимо Уткино, удаленного в основной части примерно на 500 м от левого берега. Пересекает автомобильную дорогу из Ярославля на Большое Село. Впадает в Юхоть выше деревни Каменское.

### Курбица
Не следует путать с Курбицей, притоком Пахмы.
Малая река в Большесельском районе, правый приток Юхоти. Длина реки около 7 км. Исток реки находится в Дуниловском озере и окружающих его болотах. В окрестностях озера велась активная торфодобыча, оно окружено множеством обводнённых карьеров, оставшихся после выема торфа и осушительных канав, которые сбрасывают воды в русло реки. Указать в этой системе единственный исток невозможно, естественное русло реки огибает село Дунилово с юго-запада. Река течёт вначале на восток к югу от Дунилово, потом на юг через расположенную на обоих берегах деревню Никольское, между стоящими супротивно деревнями Сельцо (правый берег) и Горки (левый берег). Река впадает в Юхоть в 1 км выше по течению Большого Села, напротив деревни Игрищи.

### Сдериха
Малая река в Большесельском районе, левый приток Юхоти. Длина реки около 8 км. Исток находится в заболоченном лесу в 4 км к западу от деревни Токариново, стоящей на текущем параллельно более крупном притоке Юхоти, Молокше. Сдериха течёт на север, вначале около 4 км по лесной ненаселённой местности. В нижнем течении берега реки относительно густо застроены деревнями. Первой на левом берегу стоит деревня Шушкицы, далее по правому берегу соприкасаясь стоят деревни Новленское и Бабуково. Затем по левому берегу стоит деревня Бахматово, а по правому Клешнино и Серковская. Возле устья по левому берегу стоят деревни Труфимская и Поповская, а по правому Прибылово. Река впадает слева в Юхоть на расстоянии около 2 км ниже районного центра Большое Село. На расстоянии около 500 м ниже по течении супротивно впадает река Терловка.

### Терловка
Малая река в Большесельском районе, правый приток Юхоти. Протекает непосредственно в северо-западных окрестностях районного центра Большое Село. Река протекает западнее (устье ниже по течению Юхоти) аналогичной реки Курбица. Длина реки около 5 км. Исток находится в Дуниловском болоте, к западу от села Дунилово, где велись интенсивные торфоразработки, о которых остались многочисленные обводнённые карьеры и осушительные канавы. В настоящее время естественный исток реки потерян в сети искусственных сооружений. Река вначале течёт на юг, по относительно обжитой и населённой местности, оставляя на расстоянии менее 1 км от правого восточного берега деревни Деревни и Совкино, которые стоят на автомобильной дороге от Большого села к Дунилово. Далее уже непосредственно на левом берегу стоит деревня Гаврино, сразу за ней, в деревне Шамнино река пересекает автомобильную дорогу, следующую из Большого села на запад к федеральной трассе Р104. После этого река поворачивает на юго-запад, около 2 км протекает по местности с перелесками и впадает в Юхоть. В устье по правому, западному берегу стоит деревня Спирово.

### Кершевка
Малая река в Большесельском районе, правый приток Юхоти. Длина реки около 6 км. Исток находится в юго-западной части Дуниловского болота, к западу от села Дунилово, где велись интенсивные торфоразработки, о которых остались многочисленные обводнённые карьеры и осушительные канавы. В настоящее время река начинается с осушительной канавы. Из болота вытекают несколько правых притока Юхоти: Курбица, Терловка, Кершевка и Онучино, а также Малая Койка, несущая свои воды в Юхоть через реку Койка. Река течёт преимущественно в западном направлении, иногда на юго-запад. Первые 2 км река течёт по заболоченному лесу, затем пересекает дорогу, следующую на север к Новому Посёлку. Сразу после пересечения на левом южном берегу стоит деревня Пестово. Далее река около 1 км течёт по лесу и выходит на открытую населённую местность, по правому берегу стоят деревни Дмитриевка, Чаброво, Поляна, на левом берегу — Сереброво, напротив Чаброво, и Семенково, напротив Поляны. В Поляне-Семенкове реку пересекает дорога идущая на север к селу Гари. Далее ещё около 2 км течение проходит по лесу, перед устьем река пересекает проходящую практически вплотную к правому северному берегу Юхоти автомобильную дорогу, связывающую районный центр Большое село с федеральной трассой Р104. В устье реки по правому западному берегу Кершевки стоит деревня Кершево.

### Онучино
Малая река в Большесельском районе, правый приток Юхоти. Длина реки около 10 км. Исток находится в западной части Дуниловского болота, к северу от бывшего населённого пункта Нового Посёлка, где велись интенсивные торфоразработки, о которых остались многочисленные обводнённые карьеры и осушительные канавы. В настоящее время река начинается с осушительной канавы. Река течёт преимущественно в западном направлении, иногда на юго-запад. Первые 4 км река течёт по заболоченному лесу, затем выходит на открытую местность и пересекает дорогу, следующую на север к селу Гари. При пересечении на правом северном берегу стоит ранее находилась деревня Тешилово. Далее река опять следует по лесной местности вплоть до пересечения со следующей по северному берегу Юхоти автомобильной дороги, связывающую районный центр Большое село с федеральной трассой Р104. Здесь по левому берегу реки открывается поле, на котором на расстоянии около 1 км непосредственно на берегу уже Юхоти стоит деревня Дуброво. Здесь река течёт практически параллельно Юхоти, и впадает в неё справа на ещё через 2 км.

### Жуковка
Малая река в Борисоглебском и Угличском районах, правый приток Молокши. Длина реки около 6 км. Исток находится в Борисоглебском районе на северном склоне небольшой возвышенности в заболоченном лесу в 1 км к западу от болота Гладкое. В 1 км к востоку от истока находится исток реки Локсимер, текущей в другом направлении, на восток. Жуковка течёт по лесной ненаселённой местности на север, впадая справа в Молокшу на расстоянии около 2 км ниже деревни Абатурово. Уровень воды в устье 149,7 м.